# Kleimosschijfje
Het kleimosschijfje (Octospora crosslandii) is een kleine oranje paddenstoel uit de familie Pyronomataceae. Deze soort parasiteert op bladmossen. Het komt voor op grond tussen het oranjesteeltje (Bryoerythrophyllum recurvirostrum).

## Kenmerken
De apothecia hebben een diameter tot 2 mm. De schijfjes zijn 3erst concaaf en worden later vlak of licht convex. De kleur is okergeel vleeskleurig, met een dunne rand. 
De ascus is 8-sporig en meet 180-200 × 14–16 µm. De ascosporen zijn eenzijdig gerangschikt, breed ellipsoïde, hyaliene, glad, met één centrale oliedruppel (?) en meten 17-20 × 10-11 µm. De parafysen zijn recht clavaat en 6 tot 8 µm breed.

## Verspreiding
Het kleimosschijfje kom in Nederland vrij zeldzaam voor.